# Curanilahue
Curanilahue è un comune del Cile della provincia di Arauco nella Regione del Bío Bío. Al censimento del 2002 possedeva una popolazione di 31.943 abitanti.

## Società

### Evoluzione demografica
| Censimento del 1992 | Censimento del 2002 |
| 33.631 ab.          | 31.943 ab.          |